# Maria Bellonci
Maria Villavecchia Bellonci (30 de noviembre de 1902 – 13 de mayo de 1986) fue una escritora, historiadora y periodista italiana, reconocida especialmente por su biografía de Lucrezia Borgia. 

## Biografía
Maria Villavecchia nació en Roma en 1902. Su padre, Gerolamo Vittorio Villavecchia, fue un profesor de química y provenía de una familia aristocrática, mientras su madre, Felicita Bellucci, provenía de Umbria.
Desde 1913 inició sus estudios en el Liceo Umberto, graduándose en 1921. Se casó con el periodista Goffredo Bellonci en 1928.
Luego de la Segunda Guerra Mundial, los Bellonci iniciaron un salón de conversaciones al que llamaron Amici della domenica (Amigos del Domingo) donde invitaban a personalidades de la literatura italiana a discutir sobre temas culturales de su país.
Bellonci falleció el 13 de mayo de 1986 en su natal Roma.

## Carrera literaria
A los 19 años, Bellonci escribió Clio e le amazzoni, una novela que permaneció sin publicarse, pero que se expendía en los círculos culturales de Italia.
Su debut literario se dio en 1939 con el lanzamiento de la aclamada biografía de Lucrezia Borgia, obra que fue traducida a doce idiomas. Este y sus siguientes trabajos sobre sucesos y personajes históricos estaban basados en una gran cantidad de fuentes verídicas. Se concentró en las grandes familias del Renacimiento italiano: los Borgia, los Este, los Gonzaga y los Sforza.
Bellonci fue fuertemente inspirada por Stendhal, lo que la llevó a traducir algunos de sus textos al italiano: Vanina Vanini e altre cronache italiane (1961) y La duchessa di Paliano (1994). También tradujo I tre moschettieri (1977) de Alexandre Dumas  y Nana (1955) de Emile Zola.

### Cultura, activismo y periodismo
Bellonci estuvo fuertemente involucrada en el desarrollo de la cultura en su país. Junto a su esposo y Guido Alberti, crearon el premio literario Strega en 1947. Fue columnista en los periódicos Il punto (1958-64) y Il Messaggero (1964-70). Muchos de sus artículos fueron compilados y publicados en el Pubblici segreti (dos volúmenes, 1965 y 1989).

## Obra

### Publicaciones
- Lucrezia Borgia. La sua vita e i suoi tempi, Milano, A. Mondadori, 1939.
- Segreti dei Gonzaga, Milano, A. Mondadori, 1947.
- Milano Viscontea, Torino, Edizioni Radio Italiana, 1956.
- Pubblici segreti, Milano, A. Mondadori, 1965.
- Come un racconto. Gli anni del Premio Strega, Milano, Club degli Editori, 1969.
- Tu vipera gentile. Delitto di stato, Soccorso a Dorotea, Tu vipera gentile, Milano, A. Mondadori, 1972.
- Marco Polo, Torino, ERI, 1982.
- Rinascimento privato, Milano, A. Mondadori, 1985.
- Io e il Premio Strega, Milano, A. Mondadori, 1987. ISBN 88-04-30197-X.
- Segni sul muro, Milano, A. Mondadori, 1988. ISBN 88-04-31881-3.
- Pubblici segreti n. 2, Milano, A. Mondadori, 1989. ISBN 88-04-33086-4.
- Il Premio Strega, Milano, A. Mondadori, 1995. ISBN 88-04-40540-6.
- Gente in castello, Milano, A. Mondadori, 2007. ISBN 978-88-04-57410-1.

### Traducciones
Bellonci se inspiró en Stendhal, y tradujo varias de sus obras al italiano: Vanina Vanini e altre cronache italiane (1961), La duchessa di Paliano (1994). Otras traducciones las hizo de Alexandre Dumas' I tre moschettieri (1977) y de Emile Zola Nana (1955).